# Буитраго, Сантьяго
Сантьяго Буитраго Санчес (исп. Santiago Buitrago Sánchez); (род. 26 сентября 1999, Богота) — колумбийский профессиональный шоссейный велогонщик, выступающий с 2020 года за команду мирового тура «Bahrain–McLaren».

## Достижения
2017
3-й Vuelta del Porvenir — Генеральная классификация
1-й — Этап 7
4-й Чемпионат Колумбии — Индивидуальная гонка
2019
3-й Милан — Рапалло
5-й Gran Premio Ezio del Rosso
6-й Джиро дель Валле-д’Аоста — Генеральная классификация
8-й Чемпионат Колумбии — Групповая гонка U23
9-й Гран-при Каподарко 